# Hudhayfa ibn al-Yaman
Hudhayfa ibn al-Yamān (in arabo حذيفة بن اليمان‎?; ... – 656) è stato un Compagno, intimo amico e collaboratore del profeta dell'Islam, Maometto e uno dei primissimi convertiti.
È particolarmente riverito dai sufi ed è uno dei più antichi tradizionisti, avendo divulgato un gran numero di ʾaḥādīth, particolarmente riguardanti l'escatologia islamica. È ricordato per aver detto: «[Muhammad] mi ha detto tutto ciò che succederà dal momento presente al giorno della Risurrezione». 
Suo padre, al-Yamān, avendo ucciso qualcuno fu costretto ad abbandonare Mecca per Yathrib, venendo accolto dal clan dei Banu al-Ashhal all'interno del quale conobbe e poi sposò sua moglie. Gli impedimenti al suo ritorno furono infine rimossi ed egli a quel punto si divise fra Mecca e la sua residenza prediletta di Yathrib. Questo fu il motivo per cui Hudhayfa ebbe un'origine meccana ma un'educazione yathribita. Prima dell'Egira una delegazione della tribù degli Abs, incluso al-Yamān, annunciò la sua conversione all'Islam.
Hudhayfa crebbe in una casa musulmana e fu educato da genitori che tra i primi avevano abbracciato l'Islam a Yathrib. Hudhayfa non aspettò molto prima di incontrare Muhammad (Maometto) e fin da ragazzo seguì tutte le novità che riguardavano il Profeta. Infine si recò a Mecca dove incontrò Maometto e gli chiese come si dovesse considerare, se cioè fosse un muhājir o un Ansārī. Muhammad gli rispose: "Se lo vuoi puoi considerare te stesso uno fra i muhājirūn, o se lo vuoi potrai considerarti uno degli Ansar. Scegli cosa ti è più caro". Hudhayfa rispose: "Bene, allora sono un Ansārī, o Inviato di Dio".

## Gioventù a Medina
A Medina Hudhayfa divenne intimo di Muhammad, partecipando con lui a tutte le più importanti imprese militare (eccezion fatta per Badr. Prese parte alla battaglia di Uhud con suo padre. Prima dello scontro, Muhammad mandò indietro al-Yaman, il padre di Hudhayfa, e lo stesso fece con Thabit ibn Waqsh tra i non-combattenti che comunque seguivano i guerrieri sul luogo dello scontro per i più vari motivi (familiari e schiavi) a causa della loro età avanzata. Appena la battaglia divenne più intensa, al-Yaman e i suoi amici decisero che, malgrado la loro età, non dovessero fallire l'opportunità di partecipare. Rapidamente si prepararono perciò al combattimento e si gettarono dove la mischia era più intensa. Thabit ibn Waqsh fu ucciso dai suoi nemici politeisti. Il padre di Hudhayfa, invece, fu affrontato da alcuni musulmani che non lo riconobbero. Non appena lo attaccarono, Hudhayfa gridò a gran voce: "Mio padre! Mio padre! È mio padre!".
 
Nessuno lo sentì e al-Yaman cadde ucciso per errore dai suoi. Non appena fu inumato, Hudhayfa disse agli uccisori del padre: 
"Possa Iddio perdonarvi, ché Egli è il più Misericordioso fra chi mostra pietà".
Muhammad volle che fosse pagata a Hudhayfa la diya (il prezzo del sangue) per la morte del padre, ma Hudhayfa disse: "Egli cercava di dare acconcia testimonianza e vi è riuscito. O Signore, attesta che io dono ai musulmani in suo nome il prezzo di compensazione per la sua morte".

## Gli "Ipocriti"
Hudhayfa aveva tre virtù che impressionarono particolarmente Maometto: la sua intelligenza spiccata, la sua rapida capacità di giudizio e la sua abilità nel mantenere un segreto, anche se sottoposto a forti pressioni. Una capacità politica di Maometto era quella di saper sfruttare all'occorrenza i suoi seguaci, scegliendoli con cura per le missioni che intendeva affidar loro. Un problema prioritario che i musulmani dovettero affrontare fu quello dei cosiddetti "Ipocriti" ( munāfiqūn ): vale a dire di chi a parole si diceva musulmano, senza che alle parole seguissero coerenti fatti. Per l'abilità di Hudhayfa di conservare un segreto, Maometto gli disse quali erano i nomi degli "Ipocriti": una rivelazione che non aveva fatto ad altri. Hudhayfa ebbe l'incarico di controllarne i movimenti e di seguire le loro attività. Gli "Ipocriti", a causa della loro intima conoscenza dei piani dei musulmani, rappresentavano una minaccia per la Umma anche maggiore di quella costituita dai suoi nemici esterni. Per quella sua attività, Hudhayfa fu soprannominato Il conservatore del segreto del messaggero di Allah, rimanendo fedele al suo impegno di segretezza.
Dopo la morte di Maometto, i Califfi sovente ricorsero a lui per quanto riguardava le azioni da intraprendere ma egli rimase estremamente riservato. ʿUmar fu il solo in grado di scoprire indirettamente chi fossero gli "Ipocriti", controllando la presenza di Hudhayfa alla preghiera funebre che fa normalmente seguito all'inumazione di un musulmano. Se Hudhayfa non vi partecipava, ʿUmar faceva le necessarie deduzioni, anche se ciò avveniva troppo tardi per evitare le sue eventuali azioni ostili. Una volta ʿUmar chiese a Hudhayfa se vi fosse stato qualche "Ipocrita" fra i suoi governatori. Hudhayfa rispose che ve n'era uno ma rifiutò di indicarglielo. Hudhayfa più tardi affermò che, poco tempo dopo la loro conversazione, ʿUmar depose la persona, proprio come se egli fosse stato indirizzato da lui alla sua identificazione. 

## Battaglia del Fossato
Le particolari qualità di Hudhayfa furono sfruttate varie volte da Maometto, inclusa l'occasione della battaglia del Fossato. I musulmani, in quell'occorrenza, erano circondati dai loro nemici e dovettero affrontare una dura prova. I Quraysh e i loro alleati non stavano molto meglio di loro. Un vento impetuoso sconvolse i loro attendamenti, spense i loro fuochi di bivacco e colpì i loro volti con sabbia e polvere. IN quella fase del loro confronto, Maometto inviò Hudhayfa nel mezzo delle postazioni nemiche per avere informazioni sulle loro condizioni e sul loro morale prima di decidere la sua prossima mossa. Hudhayfa riferì ciò che era accaduto con queste parole: 
"Quella notte, Abu Sufyan e i suoi uomini erano di fronte a noi. La tribù ebraica dei Banu Qurayza era alle nostre spalle e noi temevamo per le nostre donne e i nostri figli. Mai prima di allora c'era stata una notte tanto buia e mai un vento tanto forte; nessuno poteva scorgere le proprie dita e le raffiche di vento erano come lo scoppio del tuono. Gli Ipocriti cominciarono a chiedere a Maometto di potersi ritirare, dicendo: 'Le nostre case sono esposte al nemico.' A ognuno che chiedeva a Maometto di abbandonare il posto veniva concesso quanto aveva chiesto e molti sgattaiolavano via, finché rimanemmo appena in trecento. Maometto allora prese ad effettuare un giro d'ispezione passandoci in rassegna a uno a uno, fin quando non giunse davanti a me. Io non avevo nulla che potesse proteggermi dal freddo, salvo una coperta che m'aveva dato mia moglie e che arrivava a malapena a coprirmi le ginocchia. Egli giunse nei miei pressi, e io ero rannicchiato a terra, e chiese 'Chi è costui?' 'Hudhayfa' gli fu risposto. 'Hudhayfa?' egli domandò, mentre io ero raggomitolato sul terreno a causa del forte timore generato dalla fame e dal freddo. 'Sì, o Messaggero di Dio', risposi. Qualcosa accade tra le forze di Abū Sufyān. Infiltratevi nel loro accampamento e portatemi notizie di ciò che vi accade', egli ordinò. Io eseguii. A quel momento ero la persona più terrorizzata e soffrivo un freddo terribile. Muhammad pregò: 'O Signore, proteggilo di fronte e di dietro, alla destra e alla sinistra, da sopra e da sotto'. Per Dio, Muhammad aveva appena completato la sua supplica che Dio rimosse dal mio stomaco ogni timore e dal mio corpo ogni freddo. Appena mi accinsi a muovermi, Muhammad mi richiamò indietro e disse: 'Hudhayfah, per nessuna ragione fai qualcosa fra le forze che sono a noi avverse che possa mettere a rischio la tua incolumità'. Andai, muovendomi con circospezione sotto la copertura fornitami dalle tenebre, finché penetrai nel campo dei mushrikīn (Ipocriti) e divenni esattamente come fossi uno di loro. Poco dopo Abū Sufyān si presentò e disse ai suoi uomini: 'O gente dei Quraysh, sto per farvi una dichiarazione che tempo possa giungere alle orecchie di Muhammad. Lasciate dunque che ogni uomo fra voi si assicuri di chi gli sta accanto ...' Ascoltando ciò, immediatamente afferrai la mano dell'uomo che stava a fianco a me e chiesi: 'Chi sei tu?' (mettendolo sulla difensiva e allontanando da me i sospetti). "Abu Sufyan proseguì: 'O gente dei Quraysh, voi non siete in un posto tranquillo e sicuro. I nostri cavalli e i nostri dromedari sono morti. I Banu Qurayza ci hanno abbandonato e non abbiamo avuto notizie piacevoli a loro proposito. Siamo afflitti da questo vento freddo. I nostri fuochi non illuminano e le nostre tende sradicate non ci offrono riparo. Perciò muoviamoci. Per quanto mi riguarda, me ne sto andando'. Si diresse verso il suo dromedario, che non era più impastoiato e vi salì sopra. Lo frustò e si mosse. Se il Messaggero di Dio non m0avesse dato precise consegne di non far nulla fin quando non fossi tornato, lo avrei ucciso Abu Sufyan lì e allora con un colpo di freccia“.

## Durante il Califfato di ʿUmar
Hudhayfa fu uno dei comandanti militari di maggior spicco nel momento dell'espansione islamica in Iraq, distinguendosi ad Hamadan, al-Rayy, al-Dīnāwar e nella nota battaglia di Nihawand nel dicembre del 641. Alò momento dello scontro a Nihawand contro le forze persiane, Hudhayfa era comandante in seconda di una forza di circa 30.000 guerrieri arabi musulmani. Le forze persiane erano cinque volte più consistenti, coi loro circa 150.000 soldati. Il comandante in capo musulmano era al-Nuʿmān ibn Maqran, che cadde nelle prime fasi del combattimento, e Hudhayfa immediatamente assunse il comando generale, dando istruzione che la morte di un comandante non doveva metter fine allo scontro. Sotto il comando di Hudhayfah, i musulmani vinsero una battaglia decisiva, malgrado tremende perdite. Hudhayfa prese anche parte alla profonda avanzata in Armenia, guidando una colonna nelle montagne dell'Alania (al-Lān) nel 644.
Hudhayfa fu nominato wali di Kufa e Ctesifonte (al-Mada'in). Quando la notizia della sua nomina giunse a Ctesifonte, la folla andò incontro a quel famoso Compagno che aveva avuto un così grande ruolo nella conquista della Persia e che era già diventato una leggenda vivente. In quell'occasione, un uomo smilzo s'avvicinò su un asino, mangiando un pezzo di pane. Quando costui fu in mezzo alla gente, essa s'accorse che l'uomo era Hudhayfa, il governatore che era stato loro destinato. Non poterono nascondere la loro sorpresa, essendo abituati alla pompa e alla grandiosità dell'apparato che accompagnava i governanti persiani. Hudhayfa vide che la folla si aspettava che egli parlasse e allora dichiarò: "Attenti a non dar spazio alla fitna e all'intrigo". "Cos'è - essa disse - dar spazio all'intrigo?". Egli allora replicò: "Le porte dei governanti in cui qualcuno penetra e tenta di governare al loro posto, credendo di avere qualità che invece non ha".